# Ca’ Giustinian

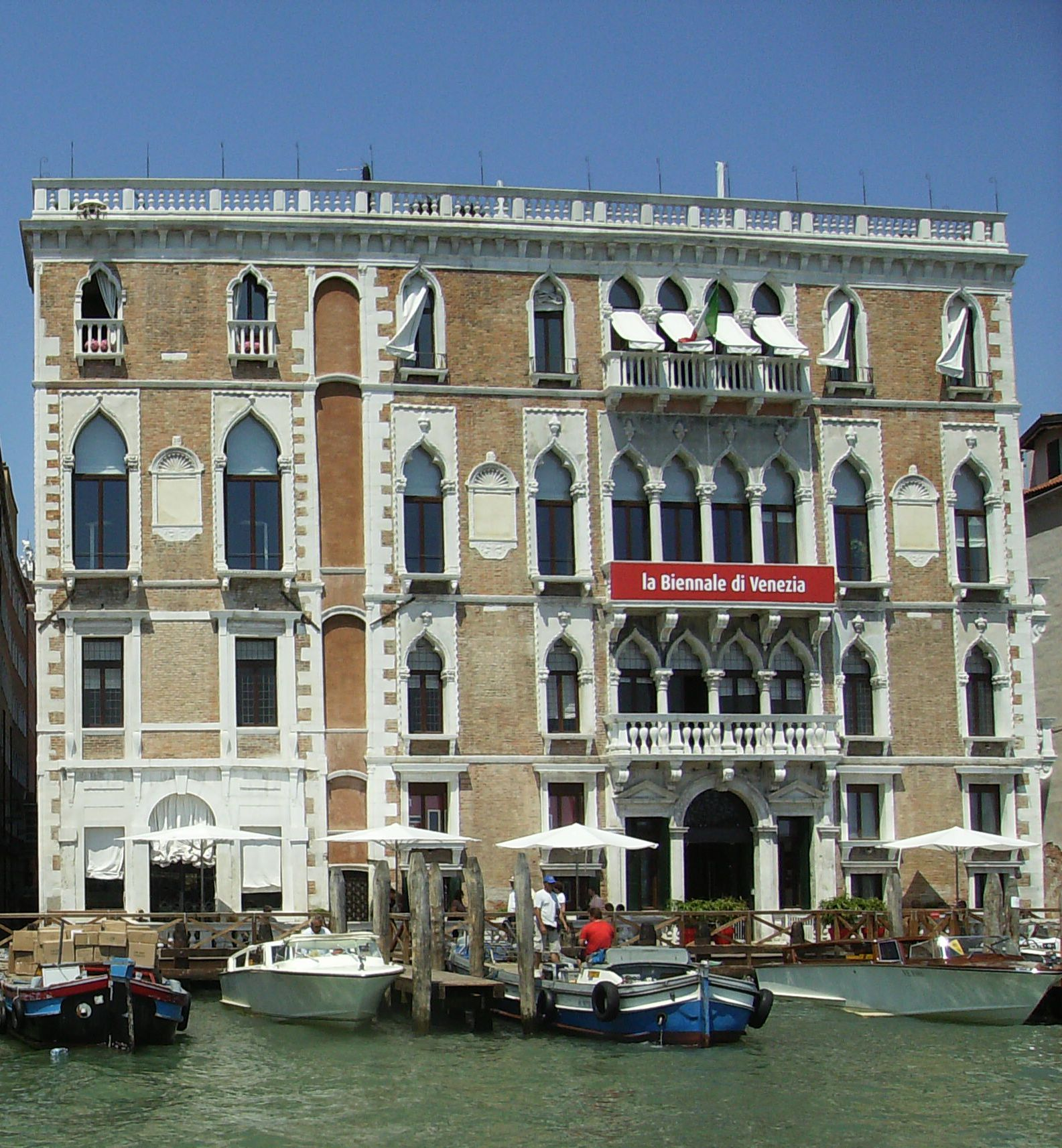
Die Fassade des Ca’ Giustinian zum Canal Grande

Die Ca’ Giustinian, für Casa Giustinian, ist ein Palast in Venedig in der italienischen Region Venetien. Der Palast liegt im Sestiere San Marco mit Blick auf den Canal Grande zwischen den Hotels Bauer Palazzo und Monaco Grand Canal.

## Geschichte

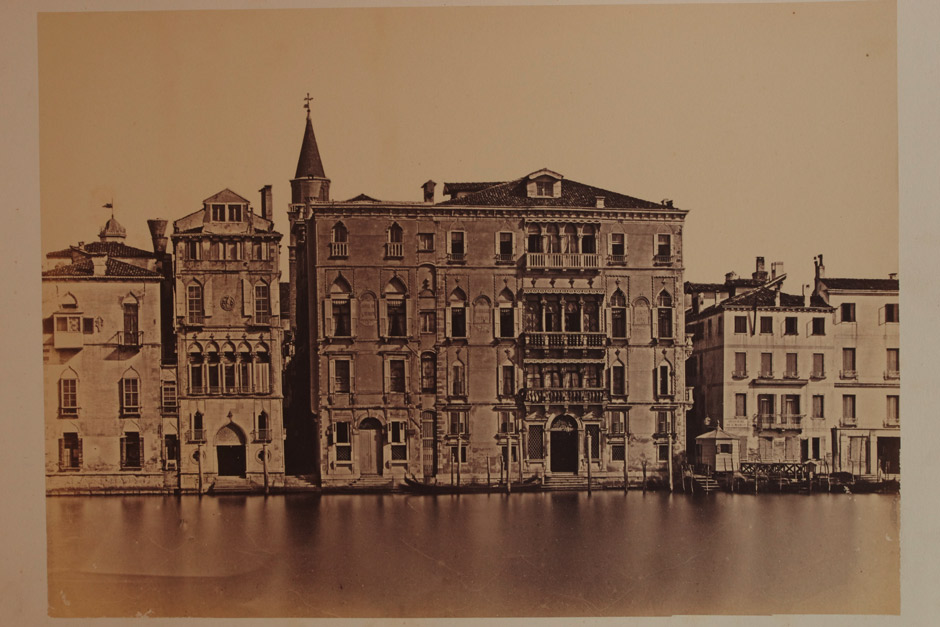
Die Ca’ Giustinian, fotografiert in den 1850er Jahren

Die Familie Giustinian, eine einflussreiche Patrizierfamilie, ließ den Palast in der zweiten Hälfte des 15. Jahrhunderts anstelle eines früheren Gebäudes errichten. Dort lebte in der ersten Hälfte des 15. Jahrhunderts Lorenzo Giustinian, der erste Patriarch von Venedig. Der Hauptteil des Palastes wurde Ende des 15. Jahrhunderts mit einem Gebäude zu seiner Linken verbunden, wobei eine Gasse wegfiel. Seitdem bilden die beiden Gebäude eine Einheit.
Im 17. Jahrhundert fiel das Anwesen an die Morosini, die ebenfalls zu den einflussreichsten Familien zählten. Ende der 1820er-Jahre wurde es in ein Hotel namens Europa umgewandelt, in dem unter anderem Théophile Gautier, Marcel Proust und Giuseppe Verdi abstiegen.
Am 19. Oktober 1866 unterschrieb der französische Generalbevollmächtigte Edmond Lebœuf das formelle Dokument zur Aufgabe von Venedig, ein Vorspiel zur Volksabstimmung in Venetien am 21. und 22. Oktober 1866. Damit wurde das seit einem halben Jahrhundert österreichische Venetien ein Teil Italiens.
Nachdem die Kommune Venedig den Palast aufgekauft hatte, wurde er 2009 grundlegend restauriert und beherbergt inzwischen die Büros der Biennale di Venezia.

## Beschreibung
Die großartige gotische Fassade der Ca’ Giustinian erhebt sich über vier Stockwerke, die durch Gesimse voneinander getrennt sind.
Der größte Teil der Fensteröffnungen sind Einfachfenster, meist mit Kielbögen, in weißen Steinrahmen auf der Fassadenfläche in Ziegel.
Sie unterscheiden sich von denen im mittleren Teil, denn im Erdgeschoss gibt es ein Rundbogenportal mit zwei Einzelfenstern, die mit Tympana versehen sind. Darüber liegen in den beiden Hauptgeschossen und im obersten Geschoss drei Vierfachfenster aus späterer Zeit, alle mit vorspringenden Balustern.
Bemerkenswert ist auf der linken Seite des Erdgeschosses ein venezianisches Fenster.
Oben begrenzt eine gezahnte Dachtraufe die Fassade, auf der eine Dachterrasse mit Balustern sitzt, von der aus man den unteren Teil des Canal Grande, die Punta della Dogana und das San-Marco-Becken überblickt.